# عبد العزيز بن سعود بن نايف آل سعود

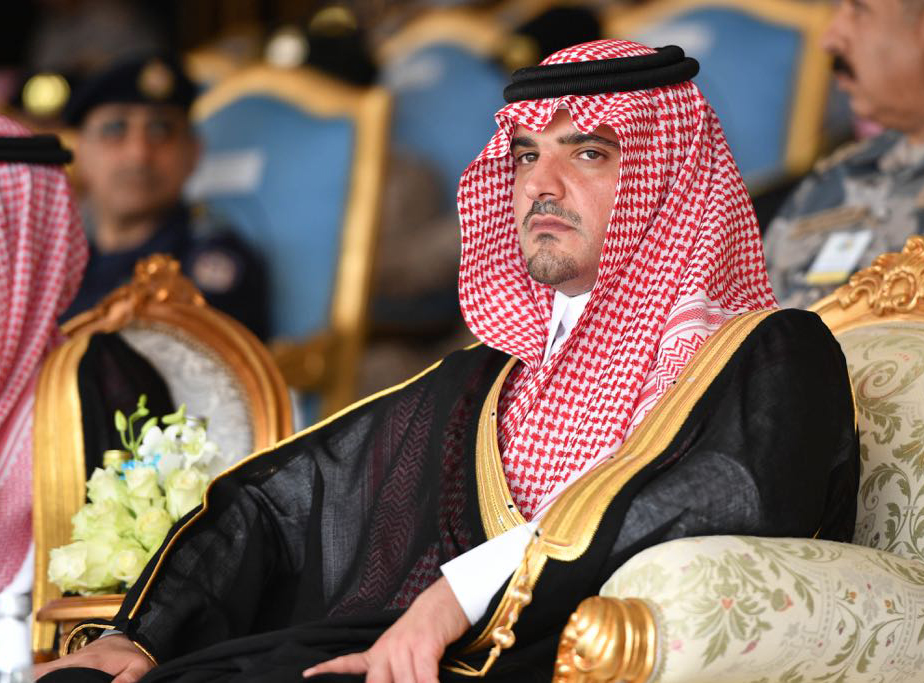

عبد العزيز بن سعود بن نايف بن عبد العزيز آل سعود (ولد في 29 محرم 1404 هـ -4 نوفمبر 1983) وزير الداخلية في المملكة العربية السعودية رئيس لجنة الحج العليا، وقد شغل سابقًا عدة مناصب استشارية بداية في الديوان الملكي، ثم بمكتب وزير الدفاع إلى أن أصبح مستشارًا لوزير الداخلية السابق الأمير محمد بن نايف بن عبد العزيز آل سعود مطلع شعبان 1437 هـ، وهو أكبر أبناء الأمير سعود بن نايف بن عبد العزيز آل سعود.

## النشأة والتعليم
يُعد أكبر الأحفاد الذكور للأمير نايف بن عبد العزيز آل سعود، ولي العهد السعودي ووزير الداخلية السعودي السابق. ووالده الأمير سعود بن نايف بن عبد العزيز آل سعود أمير المنطقة الشرقية. ووالدته هي عبير بنت فيصل بن تركي آل سعود. تلقى تعليمه في مراحل التعليم الابتدائية والمتوسطة والثانوية، ثم واصل دراسته في مجال القانون في جامعة الملك سعود، حيث حصل على درجة البكالوريوس.

## الحياة العملية
بعد تولي الملك سلمان بن عبد العزيز آل سعود مقاليد الحكم تم تكليفه بالعمل كمستشار في الديوان الملكي (السعودية)، حيث عمل في إدارة الحقوق وثم في إدارة الأنظمة، وبعد ذلك في الإدارة العامة للحدود بالديوان الملكي بالإضافة لوحدة المُستشارين، عمل بعدها لمدة ستة أشهر في الشعبة السياسية بالديون، كما عمل مُستشارًا في مكتب وزير الدفاع.

### المناصب و الوظائف الحكومية
- وزير الداخلية (21 يونيو 2017 - الآن).
- مستشار وزير الداخلية (7 مايو 2016 - 21 يونيو 2017).
- رئيس اللجنة العليا للحج (21 يونيو 2017 - حتى الآن).
- رئيس اللجنة العليا للعمرة (21 يونيو 2017 - حتى الآن).
- عضو في مجلس الشؤون السياسية والأمنية (21 يونيو 2017 - حتى الآن).
- رئيس المجلس الأعلى لجامعة نايف العربية للعلوم الأمنية (21 يونيو 2017 - حتى الآن).
- رئيس مجلس إدارة نادي الصقور السعودي (20 يوليو 2017 - حتى الآن).
- الرئيس الفخري لمجلس وزراء الداخلية العرب (5 مارس 2018 - حتى الآن).
- عضو مجلس إدارة الهيئة الملكية لمدينة مكة والمشاعر المقدسة (2 يونيو 2018 - حتى الآن).
- عضو مجلس المحميات الملكية (2 يونيو 2018 - حتى الآن).
- رئيس مجلس إدارة محمية الملك عبد العزيز الملكية (2 يونيو 2018 - حتى الآن).
- رئيس مجلس إدارة محمية الملك سلمان بن عبد العزيز الملكية (2 يونيو 2018 - حتى الآن).
- عضو في الهيئة العليا على جائزة الأمير نايف العالمية للسنة النبوية والدراسات الإسلامية المُعاصرة.
- رئيس الهيئة العليا للأمن الصناعي.
- عضو مجلس إدارة الهيئة الملكية لمدينة الرياض (30 أغسطس 2019 - حتى الآن).
- عضو مجلس إدارة الهيئة السعودية للبيانات والذكاء الاصطناعي (30 أغسطس 2019 - حتى الآن).

## الأسرة

### أمه
- عبير بنت فيصل بن تركي بن عبد الله بن سعود آل سعود - ابنة الأميرة لؤلؤة بنت عبد العزيز آل سعود.[4]

### زوجته
- الأميرة موضي بنت أحمد بن عبد العزيز آل سعود.

### أبناؤه
لديه أربعة أبناء ذكور وابنة واحدة هم:
- الأمير نايف بن عبد العزيز بن سعود آل سعود
- الأمير أحمد بن عبد العزيز بن سعود آل سعود
- الأمير سعود بن عبد العزيز بن سعود آل سعود[1]
- الأمير محمد بن عبد العزيز بن سعود آل سعود[1]
- الأميرة الجوهرة بنت عبدالعزيز بن سعود آل سعود[5]

## الأوسمة والتكريمات
منحه الملك سلمان بن عبد العزيز آل سعود، وشاح الملك عبد العزيز من الطبقة الأولى في 6 أبريل 2021.